# New Philadelphia (Ohio)
Pour les articles homonymes, voir New Philadelphia.
La ville de New Philadelphia est le siège du comté de Tuscarawas, dans l’État de l’Ohio, aux États-Unis. Sa population s’élevait à 17 288 habitants lors du recensement de 2010, estimée à 17 462 habitants en 2016.

## Géographie
Selon les données du Bureau du recensement des États-Unis, New Philadelphia a une superficie de 20,6 km² (soit 7,9 mi²) dont 20,2 km² (soit 7,8 m²) en surfaces terrestres et 0,4 km² (soit 0,1 mi²) en surfaces aquatiques.

## Personnalités
- Elizabeth Dejeans (1868-1928), romancière, est née à New Philadelphia.